# Oversøisk territorium (Frankrig)
Oversøisk territorium (fransk: Territoire d'outre-mer, forkortet TOM),  er en administrativ enhed i Frankrig, der for nuværende kun anvendes om de ubeboede Franske Sydlige og Antarktiske Territorier (TAAF), da de øvrige oversøiske territorier ved en forfatningsændring i 2003 overgik til selvstyrende status, primært som oversøiske områder (COM). 
Oversøiske territorier er som oversøiske departmenter (fr:département d'outre-mer, forkortet DOM) fuldt integreret i Frankrig, men adskiller sig fra DOM-erne ved at være administreret direkte fra Paris uden lokal autonomi.

## Tidligere oversøiske territorier
- Fransk Indien, fra 1946 til 1954, nu det indiske unionsterritorium Puducherry
- Ny Kaledonien, fra 1946 til 1999, nu et oversøisk område af Frankrig #sui generis
- Fransk Polynesien, fra 1946 til 2003, nu et oversøisk område
- Saint Pierre og Miquelon, fra 1946 til 1976 og 1985 til 2003, nu et oversøisk område
- Wallis og Futuna, fra 1961 til 2003, nu et oversøisk område
- Mayotte, fra 1974 til 2003, nu et oversøisk department